# Cumberland, British Columbia
Cumberland är en ort i Kanada.   Den ligger i provinsen British Columbia, i den sydvästra delen av landet, 3 700 km väster om huvudstaden Ottawa. Cumberland ligger 165 meter över havet och antalet invånare är 2 630.
Terrängen runt Cumberland är varierad. Närmaste större samhälle är Courtenay, 8,4 km norr om Cumberland. 
I omgivningarna runt Cumberland växer i huvudsak blandskog. Runt Cumberland är det glesbefolkat, med 14 invånare per kvadratkilometer.